# الحالة السياسية للقرم
الحالة السياسية للقرم كانت القرم محل نزاع بين أوكرانيا وروسيا. احتلت القوات الروسية القرم بالقوة في 2014. ومن ثمّ ضمت روسيا شبه جزيرة القرم بعد استفتاء عام 2014، وقامت على حكمها بصفتها كيان إداري تابع لروسيا الاتحادية، وادعت أنها تابعة لدولة روسيا الاتحادية بالكامل في عام 2015. اعتبرت أوكرانيا وأغلب الدول في المجتمع الدولي شبه جزيرة القرم جزءًا من أوكرانيا.
بدأ النزاع مع إعلان الحكم الذاتي لسيفاستوبول وجمهورية القرم ذاتية الحكم، بالتعارض مع القانون الأوكراني، بعد إجراء استفتاء على الانضمام إلى روسيا، ونتيجة الاستفتاء المؤيدة لهذا الاقتراح، ما أدى إلى إعلان الاستقلال عن أوكرانيا من جانب واحد، تحت اسم جمهورية القرم. ضمت روسيا هذين الكيانين المنفصلين، حيث أصبحت جمهورية القرم ذاتية الحكم «جمهورية القرم» كجزء من روسيا الاتحادية، وأصبحت سيفاستوبول مدينة فيدرالية روسية. لم تعترف أوكرانيا بهذا الانفصال، مدعومة بأغلب أعضاء المجتمع الدولي، ولم يعترفوا بالاستفتاء ولا شرعية ضم روسيا للقرم، وظل المجتمع الدولي يعتبر القرم جزءًا من أوكرانيا. ولكن بالرغم من اعتراض المجتمع الدولي، أصبحت القرم بقوة الأمر الواقع تحت الحكم الروسي، وكذلك عملتها وضريبتها ونظامها القانوني. قاضت أوكرانيا روسيا في الاتحاد الأوروبي وغيره من المحاكم، مطالبة باعتبار تصرفات روسيا جرائم دولية، وطالبت بمحاسبة روسيا على الاستيلاء الموارد المائية.

## الخلفية
بعد اعتراف الجمهورية الاشتراكية الفيدرالية السوفيتية الروسية باستقلال الجمهورية الاشتراكية السوفيتية الأوكرانية في عام 1920 وتوقيع أوكرانيا في 28 ديسمبر عام 1920، انتقلت مسؤولية إدارة القرم إلى الكرملين. وقعت روسيا مذكرة بودابست للضمانات الأمنية في عام 1994، التي تنص على أنها «ستحترم الاستقلال والذاتية البيلاروسية والكازاخستانية والأوكرانية، وحدودهم الواقعية».

### تطور الحالة السياسية لشبه جزيرة القرم مع استقلال أوكرانيا

#### الجمهورية القرمية الذاتية الاشتراكية السوفيتية وجمهورية القرم
استعادت الجمهورية الاشتراكية السوفيتية الأوكرانية القرم المستقلة، ولكنها أكدت على خضوع القرم للحكم الأوكراني برغم استقلالها، وذلك بعد استفتاء القرم في عام 1991، الذي دار حول توقيع القرم على معاهدة الاتحاد الجديد (أن تكون دولة اتحادية بذاتها). أصبح مجلس الأوبلاست القرمي المجلس الأعلى للقرم، ومرر إعلان استقلالية القرم في 4 سبتمبر عام 1991.
أطلقت القرم المستقلة على نفسها بعد تفكك الاتحاد السوفيتي اسم جمهورية القرم. وافقت أوكرانيا مبدئيًا على الاسم، ولكنها لم توافق على تداعياته باستقلال القرم بصفتها دولة مستقلة. طبقًا للقانون الأوكراني «عن الحالة الاستقلالية لجمهورية القرم» الذي مُرر في 29 إبريل 1992، «جمهورية القرم جمهورية مستقلة ذاتيًا، وجزء من أوكرانيا، وتقرر شؤونها باستقلال، طبقًا لدستور أوكرانيا وقوانينها» (مادة 1). أصر المجلس الإقليمي الأعلى، على الجانب الآخر، على أن «جمهورية القرم دولة قانون ديمقراطية»، وعلى أن «لها سيادة بالنسبة لتراثها الطبيعي والمادي والثقافي والروحي» وأنها «تمارس حقوقها الذاتية بسلطة كاملة» على أراضيها (مادة 1 من دستور مايو عام 1992)، ولكنها أيضًا «جزء من أوكرانيا، وتقيم العلاقات معها على أساس المعاهدات والاتفاقات» (مادة 9). عدَّل القانون الأوكراني على الحالة المستقلة للقرم ودستور القرم عام 1992 في وقت لاحق من السنة، وضع التعديل حالة الجمهورية بين المقترح المبدئي في مراجعة دستور 1992 ومقترح إبريل 1992 الخاص بالقانون الأوكراني عن الحالة المستقلة للجمهورية.
أعلن مجلس السوفيت الأعلى لروسيا في 21 مايو عام 1992، أن انتقال القرم في عام 1954 «ليس له شرعية قانونية»، لأنه وقع «بانتهاك دستور (القانون الأساسي) للجمهورية الاشتراكية الفيدرالية السوفيتية، والعمليات القانونية اللاحقة به»، ولكن بسبب التشريعات التالية والمعاهدة الأوكرانية الروسية لعام 1990 التي تعترف بتلك الحقيقة، اعترف البرلمان بضرورة حل المسألة القرمية خلال المفاوضات بين الجانبين الروسي والأوكراني وبناءً على الإرادة الشعبية لسكان القرم. سرى قرار مثيل بالنسبة لسيفاستوبول في وقت لاحق من السنة. أدانت أوكرانيا التحركين ولم يسفر ذلك عن أي تغيرات في الدستور الروسي (سواءً في عام 1978 ولا 1993، اللذين اعتبرا القرم وسيفاستوبول كيانين فيدراليين روسيين).
سيطر التكتل الروسي (الذي فاز بـ57 مقعد في المجلس الأعلى للقرم، وفاز بمنصب الرئاسة، بمرشحه يوري ميشكوف) على المجلس الأعلى والمجلس التنفيذي بعد الانتخابات البرلمانية والرئاسية لعام 1994. أعاد المجلس الأعلى للقرم دستور 1992 إلى التعديل الأصلي له بموجب الاستفتاء المعقود في نفس العام.

#### جمهورية القرم الذاتية
أعلن البرلمان الأوكراني تعطيل الدستور القرمي لعام 1992، بالتوازي مع الرئاسة والمواطنة الإقليمية، وبذلك أعلنت أوكرانيا موقفها الرافض للوضع الجديد لجمهورية القرم ذاتية الحكم. وبعد تمرير البرلمان القرمي لدستور آخر عام 1995، أعلن البرلمان الأوكراني رفضه لأجزاء منه، كان منها اسم الدولة والمواطنة القرمية. تصاعدت حدة المناظرة بشأن ذاتية القرم أثناء صياغة الدستور الأوكراني مجددًا، ودارت في الساحة الأوكرانية اقتراحات بإلغاء هذا البند كليًا (وإرجاع القرم إلى حالة الأوبلاست أو حالة الذاتية، وليس الجمهورية الذاتية)، بينما اقترحت أصوات أخرى بضم بنود الدستور القرمي 1992 (تعديل مايو الأصلي) في الدستور الأوكراني الجديد. تبنى الدستور الأوكراني رؤية أكثر اعتدالًا من كلا الرؤيتين، وخفَّض بعض سلطات القرم (مثل صلاحية صياغة القوانين للمجلس الإقليمي الأعلى). نشأت الدولة باسم جمهورية القرم ذاتية الحكم، ولكنها «جزء لا يتجزأ من أوكرانيا». لبى دستور قرمي جديد في عام 1998 تلك المتطلبات الأوكرانية.

### حالة سيفاستوبول
رُفعت مكانة سيفاستوبول قبل انتقال القرم عام 1954 إلى «مدينة تبعية جمهورية» للجمهورية الاشتراكية السوفيتية الروسية (النسخة القديمة للحالة الحديثة لها باعتبارها «مدينة ذات أهمية فيدرالية»). عمليًا، حُكمت سيفاستوبول كجزء من أوبلاست القرم (على سبيل المثال، انتخب سكان سيفاستوبول نوابهم في مجلس أوبلاست القرم، وكل الهياكل، مثل أقسام الميليتسيا المحلية، تابعة لهياكل الأوبلاست) وبالتالي فإنها انتقلت عمليًا هي الأخرى. أضاف الدستور الأوكراني لعام 1978 سيفاستوبول لتكون واحدة من «المدن التابعة جمهوريًا» (بالإضافة لكييف)، بينما لم ينص الدستور الروسي على المدينة كليًا في نفس العام. أصدرت الفيدرالية الروسية السوفيتية العليا قرارًا في عام 1993، «يؤكد على الوضعية الفيدرالية الروسية لسيفاستوبول» ويطلب تفويضًا برلمانيًا من كونغرس نواب الشعب الروسي للتحضير للتعديلات الدستورية المطلوبة. لكن الأزمة الدستورية الروسية لعام 1993 منعت حدوث ذلك، ولم تشمل التعديلات المبدئية على الدستور الروسي، التي صُدِّق عليها في 12 ديسمبر عام 1993، على سيفاستوبول بصفتها ذات كيان فيدرالي. أعلن مجلس الدوما بعد ذلك بثلاث سنوات حق روسيا في ممارسة السيادة على سيفاستوبول، ولكن لم يكن لهذا القرار ظهير واقعي. وصلت الحكومتين الروسية والأوكرانية إلى اتفاق في عام 1997، يسمح الاتفاق لأسطول البحر الأسود بالبقاء في سيفاستوبول حتى 2017 (امتدت الاتفاقية لـ25 عامًا أخرى حتى 2042، مع إمكانية مدها مرة أخرى إلى 2047).

#### الأزمة القرمية والتطورات اللاحقة
أجرت جمهورية القرم ذاتية الحكم ومدينة سيفاستوبول استفتاءً غير دستوري للانضمام إلى الفيدرالية الروسية مع تصاعد حدة الأزمة في المنطقة كجزء من الأزمة القرمية. وقع الاستفتاء في 16 مارس عام 2014، وجاءت النتيجة أن 97% من المصوتين موافقون على مغادرة أوكرانيا والانضمام لروسيا، طبقًا لنتائج الحكومة القرمية. انضمت الجمهورية الذاتية للقرم مع سيفاستوبول في جمهورية واحدة لهذا الغرض، تحت اسم جمهورية القرم. ضمت روسيا هذه الدولة بعد ذلك، وتحولت لمقاطعة فيدرالية تحت اسم المقاطعة الفيدرالية القرمية. لكن ضم روسيا لها قسّم القرم ومدينة سيفاستوبول إلى كيانين منفصلين مرة أخرى: أصبحت جمهورية القرم ذاتية الحكم «جمهورية القرم» بصفتها «جمهورية روسية» بينما صارت سيفاستوبول مدينة فيدرالية روسية.
لم تعترف أوكرانيا وأغلب دول المجتمع الدولي بشرعية هذا الاستفتاء، ولم تعترف بانضمام الدولة إلى روسيا.
اعترفت روسيا وبعض الدول فقط بهذه الأحداث. بُني هذا الرفض من أوكرانيا والمجتمع الدولي على حقيقة الاحتلال العسكري الروسي للقرم في فترة إجراء الاستفتاء على الانضمام لروسيا. أدان الاتحاد الأوروبي والولايات المتحدة وكندا وغيرها من الدول قرار إجراء الاستفتاء. طالب مجلس شعب تتار القرم -الرابطة السياسية غير الرسمية للقرم التتار- بمقاطعة الاستفتاء.
تبنت الجمعية العامة للأمم المتحدة قرارًا غير ملزم بشأن الاستفتاء، ووصفوه بغير الشرعي، مؤكدين على الوحدة الأوكرانية بتصويت 100 مع القرار مقابل 11 دولة ضده، وامتنع عن التصويت 58 عضو وغاب عن التصويت 24 آخرين.
أنشأت أوكرانيا وزارة المقاطعات المحتلة والأشخاص المهجرين داخليًا لتكون وزارة حكومية أوكرانية مؤسسة رسميًا في 20 إبريل عام 2016 ومسؤولة عن التفاوض حول المناطق المحتلة مثل دونيتسيك ولوهانسك والقرم، الواقعة تحت الاحتلال العسكري الروسي لعام 2014.

## المواقف

### روسيا
اعترفت روسيا بالفترة القصيرة التي استقلت فيها شبه جزيرة القرم قبل معاهدة الضم التالية، التي وافقت عليها المحكمة الدستورية الروسية. ادعت روسيا أن جمهورية القرم مقاطعة فيدرالية منها، بناءً على التحكم التاريخي الروسي للمنطقة وحق الشعب القرمي في تقرير مصيره، الذي انعكس في نتيجة التصويت بالانضمام لروسيا. انتهت المقاطعة الفيدرالية القرمية في 28 يوليو عام 2016، وضمت روسيا القرم إلى المنطقة الفيدرالية الجنوبية.

### أوكرانيا
لم تعترف حكومة أوكرانيا بمطالب جمهورية القرم في ممارسة السيادة والاستقلال، ولا وحدة جمهورية القرم ذاتية الحكم مع سيفاستوبول، ولا الاستفتاء الذي مهّد لانضمام القرم لروسيا.

### المواقف المؤيدة لانضمام القرم لروسيا
أخذت الدول التالية مواقف موالية لروسيا بشأن القرم، مثل الإدلاء بتصريحات موالية لها في الأمم المتحدة. صوتت بعض الدول ضد وضع حقوق الإنسان في القرم، مثل الصين، ولكنها لم تصوت ضد الوحدة الأوكرانية في 2014 أو 2018.   
أفغانستان: قال الرئيس حامد كرزاي: «نحترم قرار شعب شبه جزيرة القرم الذي عبر عن نفسه في الاستفتاء الأخير، معتبرًا القرم جزءًا من الفيدرالية الروسية.»  
- أرمينيا: صرّح الرئيس سيرج سركسيان في 7 مارس في جلسة حزب الشعب الأوروبي في دوبلين أن «الأحداث الأوكرانية مسألة بالغة الخطورة ومصدر تخوف لنا جميعًا». وطالب «بأخذ الإجراءات اللازمة من أجل تخفيف التوتر وإيجاد الحلول المعقولة عن طريق الحوار.» قال الرئيس سيرج سركسيان في مكالمة تليفونية مع الرئيس بوتين في 19 مارس أن الاستفتاء في القرم كان حقًا للشعب في ممارسة تقرير الذات والتعبير الحر عن الإرادة.

- بوليفيا: صوتت بوليفيا ضد قرار دعم الوحدة الأوكرانية وضد قرار عدم الاعتراف بضم روسيا للقرم في 2017, صرّح الرئيس البوليفي إيفو مورالس بدعمه لروسيا في مسألة القرم. بورندي

- كامبوديا

- كوبا: أدان وزير الخارجية برونو رودريغيز بارييا الولايات المتحدة والناتو بشأن ما أسماه «النفاق والمعايير المزدوجة والعنف» عن تصرفاتهما بخصوص إقصاء الرئيس الأوكراني فيكتور يانوكوفيتش، وحذَر من أي محاولة لمد نفوذ الناتو على الحدود الروسية، وأي محاولة لانتهاك القانون الدولي وميثاق الأمم المتحدة وتهديد السلام والأمن والاستقرار الدوليين.

- إريتريا

- قيرغيزستان: اعترفت قيرغيزستان باستفتاء القرم 2014. لاوس ماينمار نيكاراغوا: اعترفت نيكاراغوا رسميًا بالقرم بصفتها جزءًا من روسيا في 27 مارس.

- كوريا الشمالية: عبّر سفير كوريا الشمالية في روسيا كيم يونغ-جاي عن دعم بلاده لروسيا في 15 مارس.